# Ectobius panzeri
Ectobius panzeri es una especie de cucaracha del género Ectobius, familia Ectobiidae.